# Saparmurat Hajji-moskee
Saparmurat Hajji-moskee is een moskee in Göktepe, in het zuiden van Turkmenistan. De moskee werd voltooid in 1995 en werd gebouwd ter nagedachtenis aan de strijders van Göktepe en is vernoemd naar de voormalige Turkmeense president Saparmurat Niazov.

## Geschiedenis
Het project is ontworpen door Kakajan Durduyev, een architect uit Asjchabad. Het Franse bedrijf Bouygues bouwde de moskee in één jaar. De naam van de moskee werd gekozen ter ere van voormalige Turkmeense president Saparmurat Niyazov die in 1992 op bedevaart ging naar Mekka.

## Architectuur
De moskee heeft een capaciteit van 8.000 mensen. De belangrijkste uiterlijke kenmerken zijn de hemelsblauwe koepel omgeven door vier lagere blauwe halfkoepels. De vier minaretten zijn 63 meter hoog, wat de leeftijd van de profeet Mohammed voorstelt.